# Gianni Marzotto

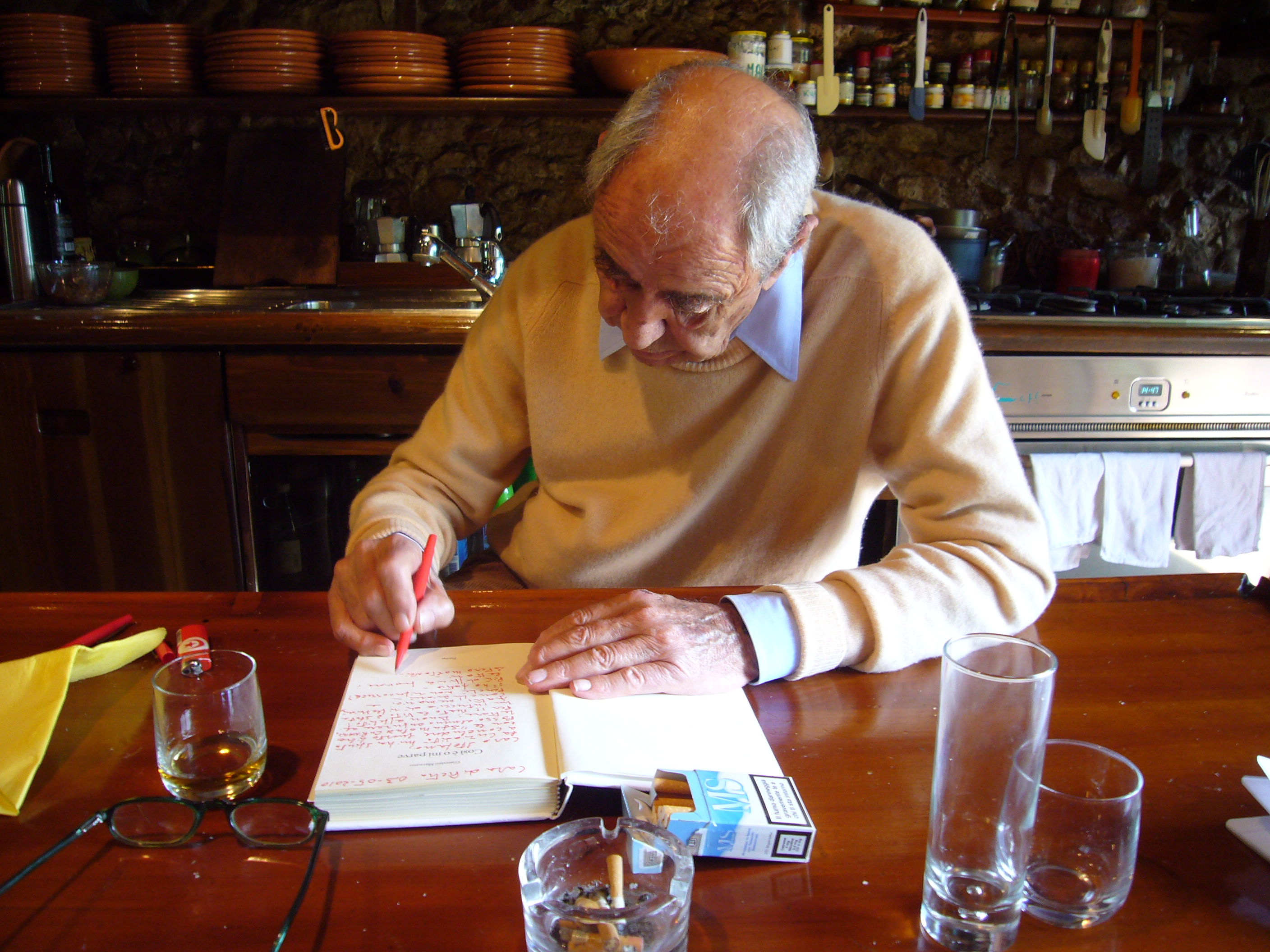
Marzotto in 2010

Gianni Marzotto (Valdagno, 13 april 1928 - Padua, 14 juli 2012) was een Italiaans autocoureur. Hij was de jongste van vier broers (Paolo, Umberto, Vittorio en Gianni) die autocoureur zijn. Hij won de Mille Miglia tweemaal, in 1950 en 1953. Ook deed hij in 1953 mee aan de 24 uur van Le Mans, waar hij samen met Paolo vijfde werd. Hij schreef zich eenmaal in voor een Formule 1-race, zijn thuisrace in 1951 voor het team Ferrari, maar hij startte niet omdat zijn auto niet aanwezig was op het circuit.